# Dittwarer Weiher
Der Dittwarer Weiher (auch Ortsweiher genannt) ist ein kleiner See mit eigener Quelle in Dittwar, einem Stadtteil von Tauberbischofsheim im Main-Tauber-Kreis. Im Ortsdialekt wird der Weiher auch „Wäid/Wejd/Weed“ genannt. Dies steht umgangssprachlich für eine Tränke bzw. eine breite Wasserstelle.

## Geographie
Der Weiher liegt sich nahe der Heckfelder Straße am Ostrand von Dittwar und wird aus einer Quelle am Beckenrand gespeist. Ihm entfließt der Weiherbach, der nach weniger als 0,2 km von links in den Muckbach mündet.

## Nutzung

### Frühere Nutzung

#### Kinder-Schwimmbad
Nach Angaben eines älteren Dorfbewohners lieferte der Weiher vor dem Zweiten Weltkrieg dem Muckbach den Hauptteil seines Wassers und war Schwimmbad für die Dittwarer Kinder.

#### Dittwarer Wasserversorgung
Als der Bau eines Hochbehälters auf der Gemarkung „Lämmerberg“ unmittelbar bevorstand, beschäftigte sich Maninger in der Ortschronik von 1968 mit der Geschichte des Wassers in Dittwar. Über die Bedeutung des Weihers für die Wasserversorgung des Ortes führte er aus:

„Bevor das erste gemeinsame und allgemeine Rohrnetz verlegt wurde, wurde die Bevölkerung hauptsächlich durch Brunnen und den Ortsweiher versorgt. Noch vor wenigen Jahrzehnten waren eine Vielzahl von intakten Brunnen im Ort vorhanden; so z. B. bei den Anwesen Häfner, Kornel Zegowitz, Vinzenz Stephan (an der Brunnenstaffel), Alois Both, Fabian Lotter, Wöppel, Fridolin Honickel, Emil Honickel und Schüßler. Noch nach dem Zweiten Weltkrieg konnte man an heißen Sommertagen viele Bauern mit ihren Holzkrügen zum Weiher laufen sehen, die dort von dem erfrischenden Naß mit aufs Feld nahmen.“

Die Rohrleitungen der Dittwarer Wasserversorgung von 1968 wurden laut Maninger im Jahre 1899 verlegt. Bei der Frage, aus welcher Quelle man künftig das Trinkwasser fassen wollte,  sei die Wahl zwischen einerseits der Quelle am örtlichen Weiher („Wäid“) und andererseits der am Pfaffenbrunn so schwierig gewesen, dass man einen Sachverständigen aus Karlsruhe herbat. Der verantwortliche örtliche Polizeidiener entnahm angeblich aus beiden Quellen Wasserproben, die dann im Labor untersucht wurden. Obwohl dieser aber laut Maninger in Wirklichkeit beide Probenflaschen mit „Wäid-Wasser“ befüllte, habe der amtliche Befund das vermeintliche Pfaffenbrunn-Wasser günstiger bewertet als das der Quelle am Ortsweiher, deren Wasser danach ungesund sei. Zum Zeitpunkt der Veröffentlichung der Dorfchronik nutzte die Wasserversorgung des Ortes deshalb allein die Quelle am Pfaffenbrunn. Auch Untersuchungen aus den 1950er Jahren erlaubten den Genuss des Weiher-Wassers nur in gekochtem Zustand. Zur Schüttung der Weiher-Quelle vermerkt Maninger:

„Die Wasserstärke dieser Quelle ist allerdings so groß, daß die Bischofsheimer Feuerwehr bei Bränden sie nicht erschöpfen konnte, obwohl sie es darauf angelegt hatten.“

Maninger meinte bereits 1968, dass die Dittwarer Wasserversorgung in der Zukunft wohl an die Gemeinschaftsversorgung Tauberbischofsheim-Dittigheim angeschlossen werden würde, denn eigene Bohrungen auf der Gemarkung kämen der Gemeinde langfristig zu teuer, weil hierfür wegen der verfügbaren Gemeinschaftsquellen kein öffentlicher Zuschuss zu erwarten sei. Maningers Voraussicht bewahrheitete sich knapp 50 Jahre später, als Dittwar 2017 an den durch das Land Baden-Württemberg geförderten Zweckverband Wasserversorgung Mittlere Tauber mit Sitz im Wasserwerk Taubertal bei Dittigheim angeschlossen wurde. Bis zum Jahr 2019 soll dort das Wasser aus 26 Entnahmestellen, 22 Brunnen und 4 Quellen von drei Städten und drei Gemeinden zentral zusammengeführt werden.

### Heutige Nutzung
Der Weiher wird heute hauptsächlich für die Naherholung und zur Fischzucht genutzt. Ein Hinweisschild verbietet das Füttern der dortigen Fische.